# Carlos Altgelt

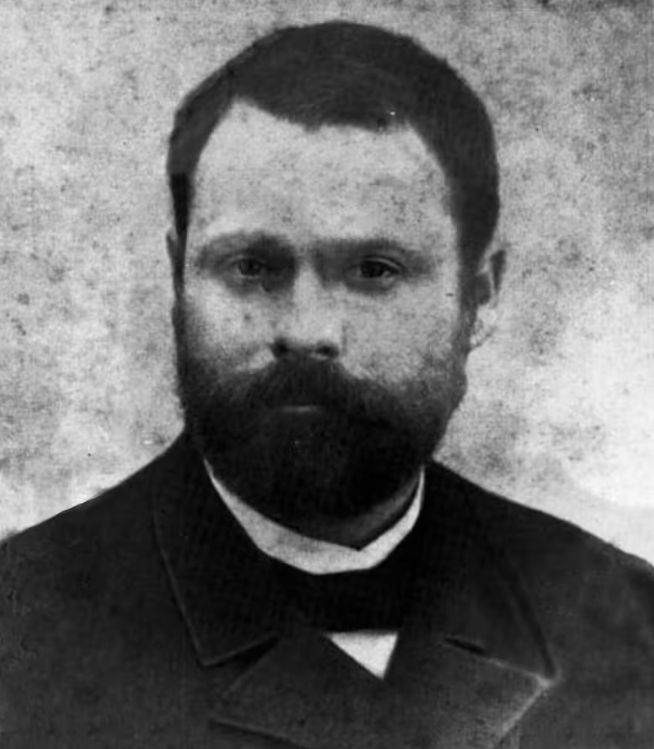
Carlos Altgelt en una foto publicada en la Revista Arquitectura, 1936.

Carlos Altgelt (Buenos Aires, 1855-Berlín, 1937) fue un arquitecto argentino.
Considerado uno de los arquitectos más destacados en su época en relación con la construcción de escuelas «palacio», que contribuyeron a la transformación del paisaje urbano, junto a los arquitectos Francesco Tamburini, Alejandro Christophersen, Juan Antonio Buschiazzo, Joaquín Mariano Belgrano, Hans Altgelt y Carlos Morra, entre otros. Era un férreo defensor de la arquitectura como disciplina ante la ingeniería; acostumbraba a acompañar su firma con la frase «arquitecto no ingeniero».

## Biografía
Estudió en Alemania, entre 1872 y 1877, en el Real Museo de Artes e Industrias de Krefeld y en la Real Academia de Arquitectura de Berlín donde tuvo como profesor a Karl Bötticher y trabajó en Gropius und Schmieden, un estudio de arquitectura conformado por Martin Gropius y Heino Schmieden.
En 1881, nuevamente en Argentina, fue nombrado director del departamento de arquitectura de la Dirección General de Escuelas de la Provincia de Buenos Aires cuando se estaba constituyendo el Consejo Nacional de Educación.
Fue socio fundador de la Sociedad Central de Arquitectos (SCA) en 1886 —junto a Juan Antonio Buschiazzo, Julio Dormal, Juan Martín Burgos, Ernesto Bunge, Adolfo Büttner, Enrique Joostens, Fernando Moog, Otto von Arnim y Joaquín Mariano Belgrano— y ocupó cargos en la comisión directiva como secretario en el periodo 1888-1890, tesorero en los periodos 
1886–1888 y 1890–1891 y vicepresidente entre 1891 y 1892.
En 1910 escribió Fiat Justitia! Arquitecto no ingeniero, texto en el que fundamenta sus argumentos en relación con la necesaria clarificación de límites de las profesiones de arquitecto e ingeniero; consideraba que 

[...] La arquitectura es la primera entre las bellas artes; el arquitecto es un artista (y un técnico); la ingeniería es ciencia pura, con exclusión absoluta de todo arte bello [...] 

 En 1922 se radicó definitivamente en Berlín, donde ejerció como asesor técnico en la legación argentina en Alemania.

## Obras

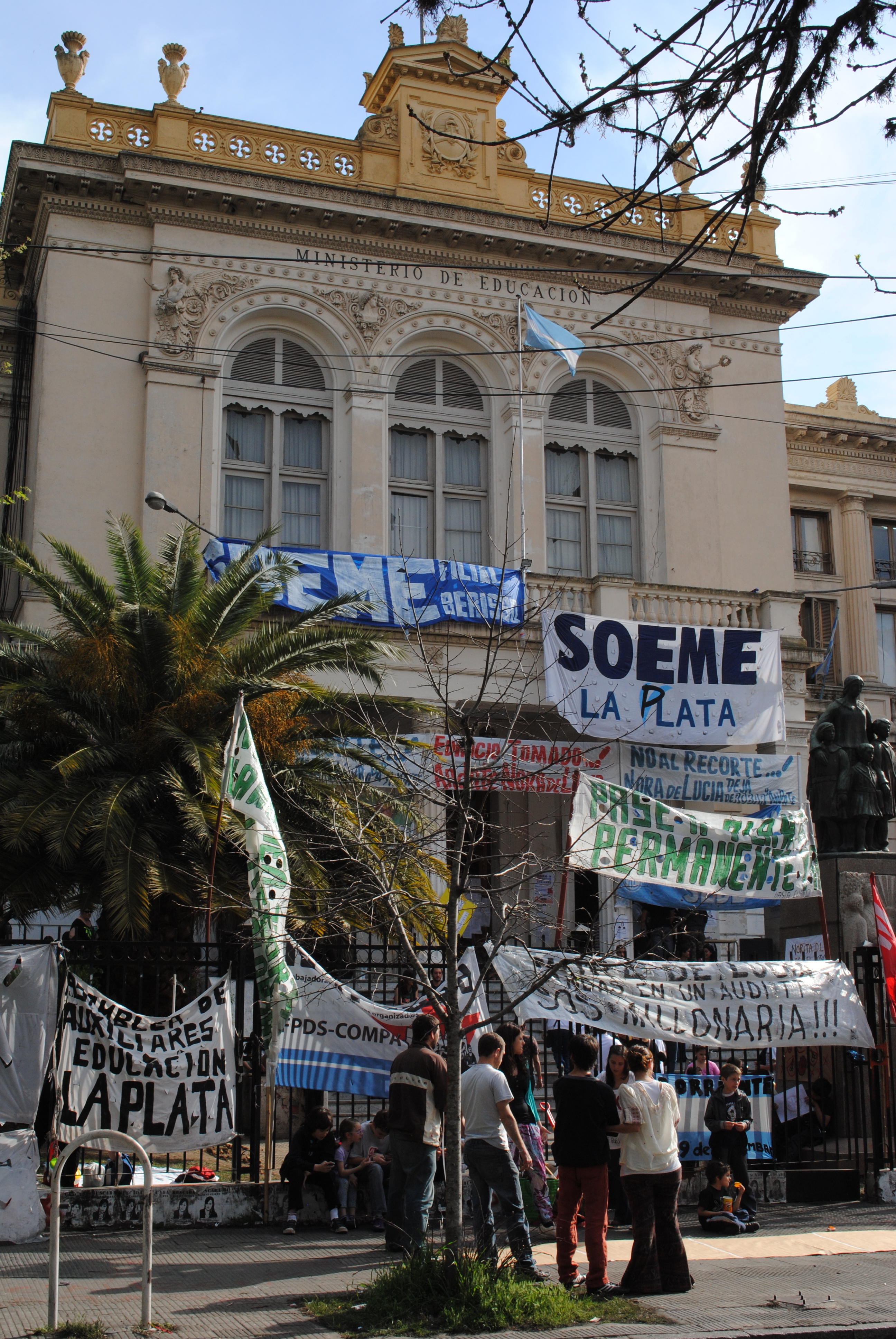
Ministerio de Educación de la Provincia de Buenos Aires, en La Plata, inicialmente Dirección General de Escuelas y Cultura de la Provincia de Buenos Aires.

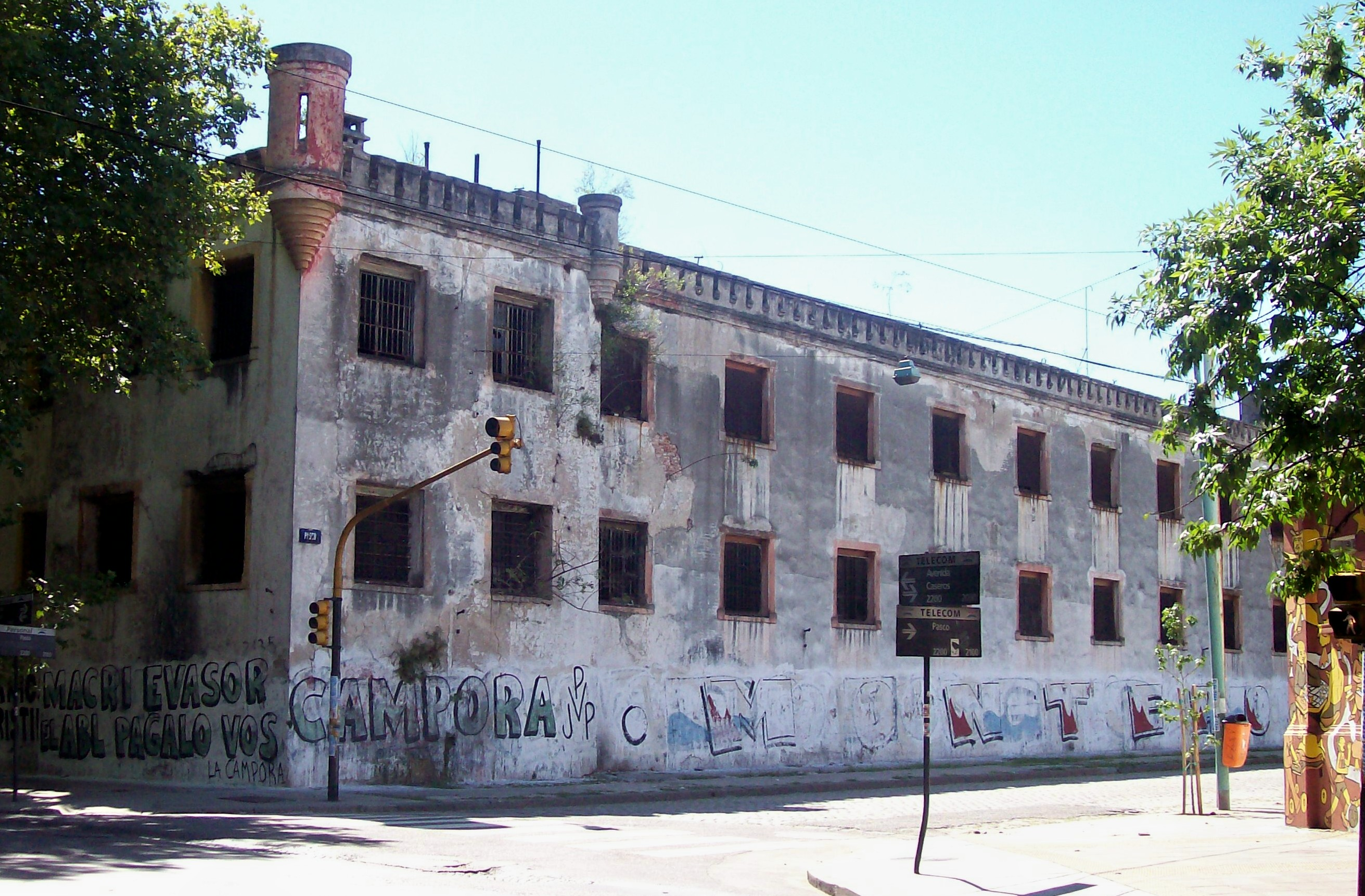
Casa de Corrección de Menores («Caseros vieja»).

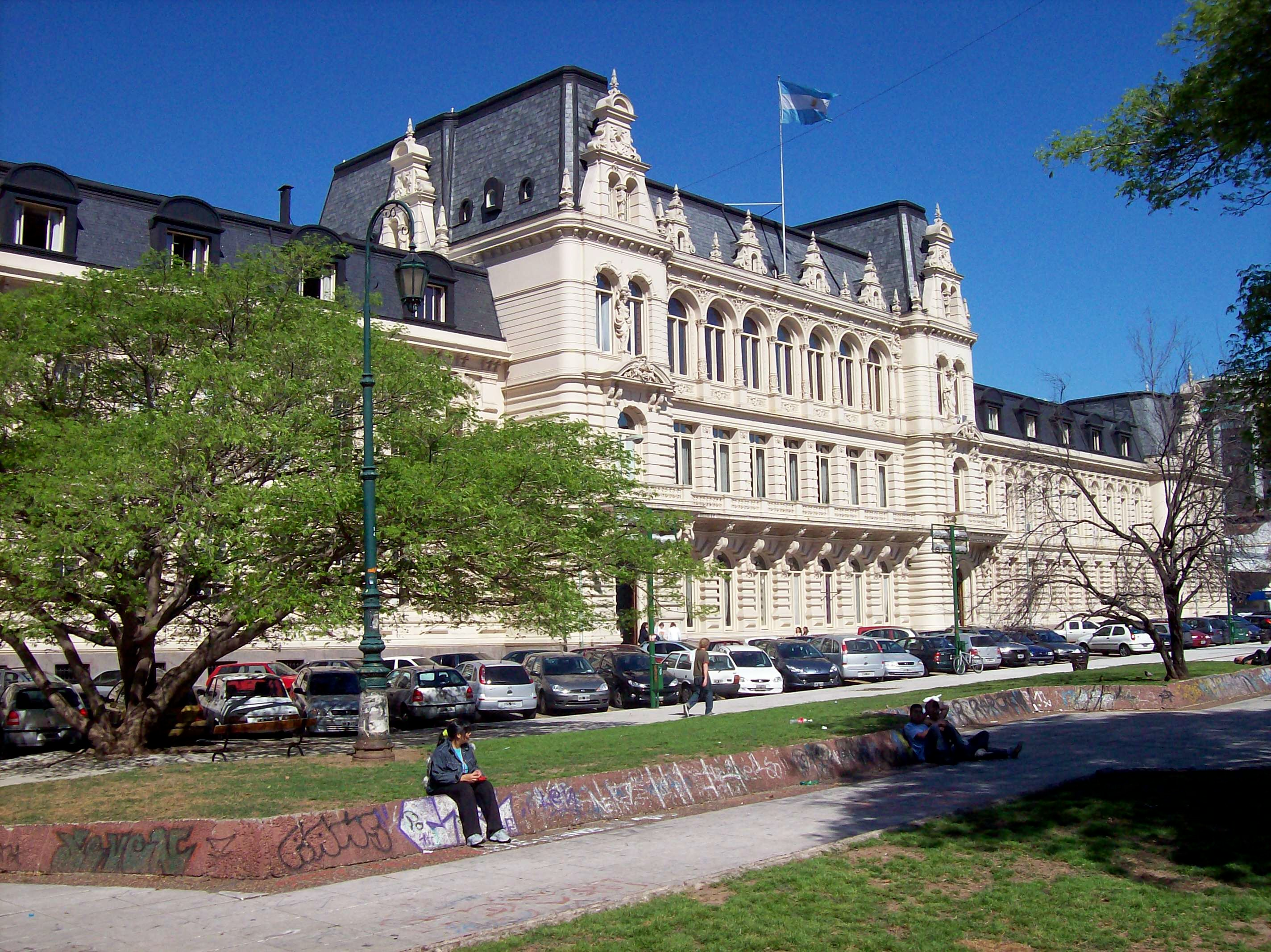
Palacio Sarmiento, antes Palacio Pizzurno, sede del Ministerio de Educación y de la Biblioteca Nacional de Maestros.

Entre el casi centenar de edificios realizados hubo muchos establecimientos educativos, pero también se dedicó a las grandes casas residenciales.
Uno de sus proyectos fue la Dirección General de Escuelas y Cultura de la Provincia de Buenos Aires, en La Plata, ente que cambiaría su denominación varias veces, aunque en su fachada se lee «Ministerio de Educación». La obra comenzó en noviembre de 1883 y se inauguró en 1886. En 1992 fue declarada monumento histórico provincial por Ley Provincial n.° 11.261.
En 1884 proyectó junto a su primo, el arquitecto Hans Altgelt la Casa de Corrección de Menores, ubicada en la avenida Caseros entre Pichincha y Pasco, en el barrio Parque Patricios. El terreno elegido para su edificación se dividió en dos partes, asignando la segunda a la Cárcel para Detenidos y Correccional, proyecto a cargo del Departamento de
Ingenieros Civiles. Tuvo varias denominaciones a lo largo del tiempo: Asilo de Reforma de Menores Varones (1901), Cárcel de Encausados, Prisión Nacional, Unidad n.° 16, aunque coloquialmente se la conoce como «Caseros vieja». La cárcel fue cerrada definitivamente en 2000 y, desde entonces, se encuentra en estado de abandono. En 2018 se anunció la recuperación del edificio para instalar el Ministerio de Economía y Finanzas de la Ciudad de Buenos Aires y la Administración Gubernamental de Ingresos Públicos (AGIP) pero la obra no se inició; por otro lado, se presentó un proyecto de ley en la Legislatura para reconvertir el edificio en un centro de innovación tecnológico y espacio para la memoria. También ese año realizó el proyecto de la Escuela Normal de Maestras, luego Liceo Víctor Mercante, en Diagonal 77 al 300, en La Plata, provincia de Buenos Aires, terminada en 1886.
El Palacio Sarmiento, antes denominado Palacio Pizzurno, ubicado en pasaje Pizzurno y Paraguay, barrio de la Recoleta, frente a la plaza «Jardín de los Maestros», y en diagonal a la plaza «Petronila Rodríguez», fue proyectado por Altgelt entre 1886 y 1888 en colaboración con Hans Altgelt. El terreno fue donado por Petronila Rodríguez para construir una iglesia y una escuela, sin embargo, esta decisión testamentaria no fue cumplida; el templo no se construyó y el establecimiento educativo fue ubicado en otras zonas hasta su desaparición; más tarde, en 1934 se le impuso el nombre de la testadora a otra escuela ubicada en el barrio Parque Chas. El nuevo proyecto, realizado con un estilo ecléctico de la arquitectura alemana, ostenta en su entrada principal, a ambos lados, una cariátide y un atlante, entre otros elementos arquitectónicos decorativos. Luego de su inauguración el edificio fue ocupado por Tribunales, en espera de la finalización de su sede definitiva frente a la plaza Lavalle; posteriormente fue sede del Consejo Nacional de Educación hasta 1978 y, desde esa fecha, del Ministerio de Educación y la Biblioteca Nacional de Maestras y Maestros. Fue declarado monumento histórico nacional en 2006 mediante el decreto n.° 35/2006 de la Presidencia de la Nación, en el que también se incluye a las plazas «Jardín de los Maestros», «Petronila Rodríguez» y «Rodríguez Peña» —esta última diseñada por Carlos Thays— como lugares históricos nacionales.
En 1888 el Banco Hipotecario Nacional (BHN) le encargó el proyecto para construir su edificio propio, en avenida Leandro N. Alem al 200 (antes Paseo de Julio), al que se mudaría en 1894 cuando la obra aún estaba inconclusa. En 1952 el BHN se mudó a los inmuebles que había comprado en la misma manzana; el edificio original quedó abandonado hasta 1963, cuando se instaló la Cámara Nacional Electoral.
Fue director de obra, en 1893, de la llamada «casa de hierro», diseñada por los ingenieros alemanes Vobrach y Rieth, una estructura en su mayoría metálica, de seis pisos y cinco subsuelos, en Bartolomé Mitre al 500 de la ciudad de Buenos Aires. El propietario era Guillermo Staudt, empresario alemán que allí instaló su negocio de importación de textiles, Staudt & Cia. El edificio fue demolido en 1914 debido a la construcción de la avenida Roque Sáenz Peña, más conocida como Diagonal Norte.

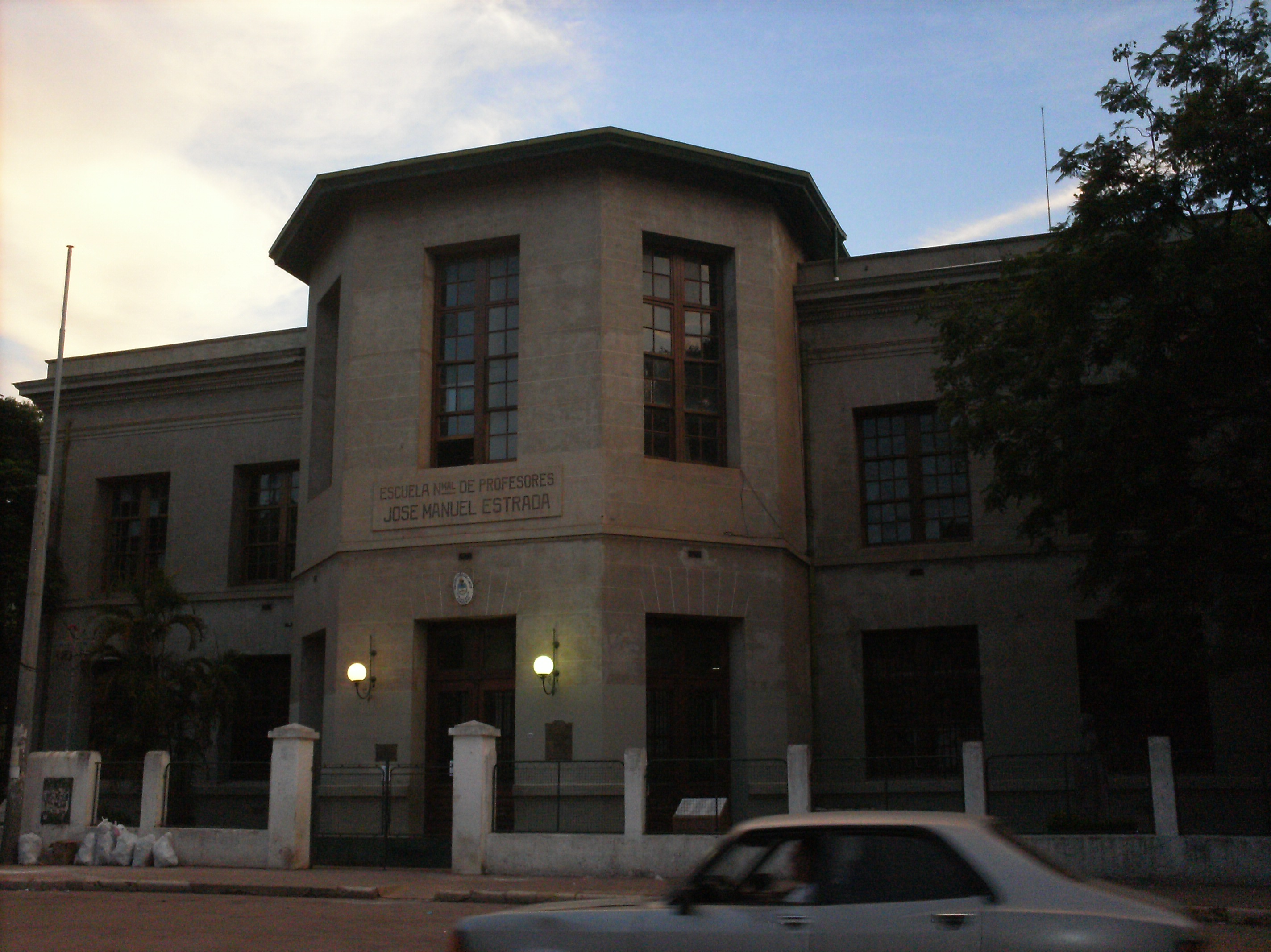
Escuela Normal de Maestros, en Corrientes (Escuela Normal José Manuel Estrada).

Hizo el proyecto, en 1904, de la Escuela Normal de Maestros, en Sargento Cabral al 2100 de la ciudad de Corrientes, luego denominada Escuela Normal José Manuel Estrada y conocida popularmente como «la Regional», obra iniciada en 1905 y habilitada en 1918. Fue declarada monumento histórico nacional en 2014, por el decreto n.° 230/2014 del PEN.
En 1908 proyectó la Escuela n.° 2 «Florencio Varela», en Caracas y avenida Rivadavia, Buenos Aires, construida en 1910 e inaugurada en 1911. El edificio se encuentra emplazado en el Área de Protección Histórica «Casco Histórico de Flores», con nivel de protección no catalogado. Ese mismo año hizo el proyecto de la Escuela Normal Superior «Vicente López y Planes», en Güemes al 3800, Buenos Aires, inaugurada en 1913.
Otros edificios, ya demolidos, fueron el «garaje Centenario» (1910), un edificio comercial ubicado en Posadas 317 de Buenos Aires, de estilo románico, con ladrillos de mayor tamaño que el corriente en ese entonces, y la panadería «La Burdalesa» (1898), vivienda y comercio, proyecto realizado en colaboración con Eduardo Le Monnier.